# Баба Марта
Баба Марта е митично създание в българския фолклор. В народните вярвания, представени в пословици и приказки, името ѝ е свързано с името на месец март. Една от трите персонификации на календарни месеци в българските митични представи, наред с Голям Сечко и Малък Сечко – януари и февруари, представяни като братя с лют характер. Баба Марта се смята за тяхна сестра – ту усмихната и добронамерена, ту непредвидимо люта.
С Баба Марта и месец март се свързват много обичаи и празници, посветени на идващата пролет. През целия месец се извършват обреди за гонене на змии и гущери, както и гадания, свързани с някои прелетни птици.
Най-известният обичай, свързан с нея, е закичването на хора и млади животни с мартеница (в изначалния вариант – усукани бяла и червена нишка) на 1 март – денят на пристигането на Баба Марта.
Легенда, възникнала през 30-те години на XX век, свързва появата на мартеницата с прабългарите.

## Приказки за Баба Марта
Във фолклора Баба Марта е представена като сестра или като жена на Голям Сечко (януари) и Малък Сечко (февруари). Тя винаги е недоволна от тях – или са ѝ изпили виното (ако са ѝ братя), или че са свършили някоя голяма пакост. Старицата (невестата) им се гневи, вследствие на което времето се разваля.
Според една разпространена приказка, една старица козарка извела стадото си в планината през последните мартенски дни, мислейки че Баба Марта ще я дари с хубаво време, понеже и тя е стара като нея. Баба Марта се разсърдила, поискала няколко дни назаем от брат си Февруари, и ги получила. Тези дни се наричат в народната традиция „заемни дни“, „заемници“, „броени дни“. Марта пуснала силни снегове и виелици, които замразили козарката и стадото ѝ в планината. Замразените се превърнали в купчина камъни, от които потекла лековита вода.

## Празници на Баба Марта
На празниците ѝ се извършват обредни действия, за които се вярва, че предизвикват нейното благоразположение. Участниците в празниците ѝ са жени, моми и деца. Смята се, че тя не обича старите жени, и те не трябва в никакъв случай да предизвикват гнева ѝ. Баба Марта се почита на 1 март, на 9 март (Младенци) и на 25 март (Благовец). Празниците са свързани с посрещането на пролетта.

### Пърлене на Баба Марта
Българският празник „Пърлене на Баба Марта“ се празнува в края на зимата, последната събота и неделя от месец февруари. По този начин се слага край на зимата и хората се приготвят за настъпващата пролет.

### 1 март
Празникът на Баба Марта в българските традиции е символ на пролетта и носи пожелание за здраве и плодородие в началото на новия цикъл в природата и се предполага, че е оформен въз основа на древна обредност, свързана с езическите земеделски култове към природата, характерни за Балканския полуостров – тези на тракийските (и въобще – палеобалканските) и елинските обичаи.
Обичаят за връзване на мартеница (усукани бяла и червена вълнени нишки) е познат в:
- България – мартеници се връзват на всички хора (традиционно само на децата и младите жени,[3] но в наши дни и на мъжете), а също – на млади животни и дървета.
- Румъния – мартеници се връзват на ръцете само на жените и малките деца, а мъжете могат да носят мартеница само на скришно място, например в обувка.
- Молдова – сходно с обичаите в Румъния.
- Албания
- Гърция – мартеници се връзват само на ръцете на децата.
- Северна Македония – сходно с обичаите в България.
- Сърбия – практикувано главно от хората, с български етнически произход.

Най-възрастната жена трябва да почисти основно къщата преди изгрев слънце, да изнесе и простре навън червена тъкан – покривка, постелка, пояс или престилка. Смята се, че това ще зарадва Баба Марта, и ще предизвика благосклонността ѝ към къщата и обитателите ѝ. На децата, момите и младите булки се връзват усукани бял и червен вълнен конец – мартеница – най-често на ръката; също така мартеници се поставят и на мъжете и възрастните хора. Младите непременно трябва да излязат навън „да ги види Баба Марта и да се зарадва“, а старите жени не трябва да излизат навън, защото „ще разгневят Баба Марта“. Понякога на малките деца връзват мартеничка докато спят и им казват, че била Баба Марта.
В този ден на много места се гонят змии и гущери, като се палят огньове, обикаля се двора с дрънкане на метални предмети и изричане на наричания.
Според традицията, мартеница се носи до долитането на щъркелите (или до виждането на тяхно гнездо), което се отъждествява с идването на пролетта. Тогава се сваля и се връзва на цъфнало плодно дърво, за да даде много плодове. В случай, че овошките са вече прецъфтели, обичаят повелява мартеницата да се скрие под скала или голям камък, за да отиде магическата ѝ сила в земята и в природата.

#### История на обичая
Ритуалното използване на червени или бяло-червени тъкани, ленти, конци, възли или пискюли е засвидетелствано на Балканите, в Мала Азия, Египет и Близкия Изток от античността. В древността червеният цвят е означавал Богинята (раждането и смъртта), а белият – нейният Син (Слънцето, отвъдния живот, вечността). Традицията се спазва до днес в Румъния, Молдова, Северна Македония, част от Гърция, България, Сърбия, Албания, а също и в една част от днешна Украйна.

#### Осъвременената традиция на 1 март
Всяка година на 1 март българите масово си подаряват едни-на други мартеници (мартенки, байници) – преплетени конци, най-често червени и бели, но се срещат в зелени и сини тоналности и с най-различна форма – за здраве и щастие. Българите слагат мартеници на дрехите или китките си и си пожелават здраве и щастие с думите „Честита Баба Марта“.
Първи март се смята за ден на името Марта. Погрешно често към тази дата се добавя и имен ден за името Мартин – официалният празник според Светия синод е 14 април по повод честването на св. Мартин (римски папа, инициатор на Латеранския събор от 649 г.).

#### Комерсиализация на празника
Празникът е силно комерсиализиран. От средата на февруари (а дори и от по-рано) започва повсеместна продажба на мартеници, най-вече на оживени публични места, особено интензивна в големите градове. Въпреки че съществува и местно производство, даващо възможност за по-богат избор, традицията на ръчно изплитане на мартеници се измества от изнесено производство в Китай, от което се възползват повечето търговци, с цел реализиране на по-високи печалби, тъй като вносните оттам мартеници, освен че са готови, което спестява труда по изработването им, са и до няколко пъти по-евтини от останалите на пазара, както на едро, така и на дребно. Сред богатото разнообразие на различни видове мартеници се забелязват и кичозни и видимо нетрадиционни модели, като тези с образите на известни попфолк-изпълнители, на спортисти, на приказни и анимационни герои.

### 25 март (Благовец)
В народната традиция празникът е свързан с поверия и практики относно змиите, кукувиците и мечките, за които се вярва че пристигат или се събуждат от зимен сън и излизат от дупките си точно на този ден. Баба Марта е считана за тяхна господарка.
В Северна България се извършват обреди, почитащи змията – стопанин на дома – оставя ѝ се храна на прага на къщата. Главата на змия, убита на Благовец, се смята за лековита (самото ловене/убиване на змии и боравенето с труповете им същевременно може да се окаже много вредно и даже фатално за извършителя си, дори и когато те не са отровни).
В цяла България са известни ритуали за гонене на змиите и гущерите. Помитат се дворовете, и сметта се запалва. Децата прескачат огньовете за здраве. На някои места се обикаля къщата със запален парцал. Жените и децата дрънкат с маши и ръжени по големи метални съдове и произнасят магически формули от рода на „Бягайте змии и гущери, Благовец ще ви затисне (Благовец ви гони)!“
Смята се, че на Благовец идват прелетните птици. Специално се очаква кукане на кукувица, като по броя на кукането се гадае за продължителността на живота. Хората се стараят да носят със себе си пари и хляб, за да бъдат сити и имотни, ако ги закука кукувица. С кукането на кукувицата се вярва, че идват и самодивите. Младите моми не излизат рано сутрин, за да не срещнат самодива.